# 꾹저구
꾹저구(Gymnogobius urotaenia)는 담수어의 하나로, 한반도 고유종이며 몸길이는 최대 15cm이다. 같은 속에 속하는 한국에 서식하는 종으로 날망둑(C. castaneus), 살망둑(C. heptacanthus), 왜꾹저구(C. macrognathos), 얼룩망둑(C. mororanus) 등이 있다.